# Aubagne
Aubagne er en by og kommune i departementet Bouches-du-Rhône i regionen Provence-Alpes-Côte d'Azur i det sydøstlige Frankrig.
Byen er hjemsted for Fremmedlegionen, som har sit hovedkvarter, museum og veteranhjem her.
Aubagne ligger i den sydvestlige del af et triangulært lavmoseområde, der afgrænses af Aix-en-Provence i nord, Toulon i øst og Marseille i vest. Langs områdets afgrænsning ligger bjergrige områder som Garlaban, Sainte-Baume og Doaurd/Carpiagne.